# Burcht van Acquoy
De burcht van Acquoy was een kasteel in het Nederlandse dorp Acquoy, provincie Gelderland. Op het voormalige kasteelterrein is in 1798 de boerderij Huize Acquoy gebouwd.

## Geschiedenis
De eerste vermelding van een burcht te Acquoy dateert uit 1364: Catharina van Voornenburgh verpandde toen het slot en de bijbehorende gronden aan Otto van Arkel voor een periode van tien jaar. Catharina was de dochter van Gerard van Voorne en het is daardoor aannemelijk dat het kasteel al vóór 1364 was gesticht door het geslacht Van Voorne. Deze familie had immers reeds in de 13e eeuw Acquoy als leen gekregen van de graaf van Gelre. In 1330 kwam Acquoy overigens los van Gelre en werd Gerard van Voorne leenheer. Na het overlijden van Catharina verkocht haar zoon Godfried van Loon in 1371 de burcht en de heerlijkheid Acquoy aan Otto van Arkel. 
In 1418 kreeg Huibert van Culemborg de burcht en heerlijkheid in handen. Zijn echtgenote Yolante van Gaesbeek liet het in 1454 na aan haar broer Jacob. Na diverse wisselingen van eigenaar werden het kasteel en de heerlijkheid in 1513 gekocht door Floris van Egmont. In 1516 werd Acquoy verheven tot een baronie. Via Anna van Buren, kleindochter van Floris, kwam het eigendom in de tweede helft van de 16e eeuw in handen van de Oranjes. De burcht zelf was overigens al vóór 1520 verdwenen en er zal alleen nog een boerderij hebben gestaan.
Van 1649 tot 1756 beleenden de Oranjes de familie Van Wervelinckhoven met Acquoy. In 1756 werd Jan de Bruijn door Willem V beleend met het huis en de heerlijkheid. De Bruijn zou de laatste leenman worden van Acquoy, aangezien in 1795 alle feodale rechten werden opgeheven.
In 1798 werd door de familie De Bruijn op het kasteelterrein een nieuwe boerderij gebouwd. Deze boerderij, bekend onder de namen Huize Acquoy en Oranjeboerderij, staat op een terp, wat naar verwachting de locatie van de voormalige voorburcht is. In de 19e eeuw werd de boerderij Huize Acquoy onder andere nog als jachthuis gebruikt door de koninklijke familie. Rond 1900 werd de boerderij door de Oranjes verkocht.

## Beschrijving

### Burcht
Er zijn geen afbeeldingen bekend van het kasteel. Waarschijnlijk was het een ronde, omgrachte burcht. Anno 2022 is de locatie in gebruik als grasland en is er van het omgrachte slot niets meer terug te vinden. Wel zijn de ronde contouren van de burchtaanleg terug te vinden in het weiland.

### Boerderij
De huidige boerderij staat op een terp waar voorheen de middeleeuwse voorburcht zal hebben gelegen. De T-huisboerderij heeft een voorhuis met zadeldak tussen twee puntgevels; het dak wordt met muldenpannen gedekt. De schuur achter het voorhuis heeft een wolfdak dat met zowel muldenpannen als riet is gedekt.
Alleen de westzijde van het woongedeelte is voorzien van witte pleister.
De boerderij is sinds 1983 een rijksmonument.
Aalst · Aardenburg · Acquoy · Aerdt · Agistaldaburg · Ahof · Aldenhaag · Aller · Ambe · Ammersoyen · Ampsen · Andelst · Angeroyen · Appelburg · Appelse walburg · Appeltern · Arler · Baak · Babberich · Baer · Baerle · Bakerbosch · Balgoij · Barlham · Batenburg · Beek · Beerenclaauw · Bemmel · Bevervoorde · Bergh · Biljoen · Bingerden · Blankenborg (Laren) · Blankenborg · Blauwe Huis · Blokhuis (Ravenswaaij) · Boelenham · Boetselaersborg · Borculo · Boswaai · Brakel · Den Brakel · Den Bramel · Bredevoort · Broekhuizen · Bronkhorst · Bruchem · Bruinhorst · Brunsberg · Bulkestein · Bunswaard · Burcht van Tiel · Buren · De Buurse · Byland · Byvanck · Caetshage · Camphuysen · De Cannenburch · de Cloese · Coldenhove · Culemborg · Dedinckweerd · Delwijnen · Didam · Diepenbroek · Hof te Dieren · Huis Dijck · Dikke Tinne · Doddendaal · Dodewaard · Doornenburg · Doornik · Doorwerth · Dooyenburg · Dorth · Doseburg · Drakenburg · Dreumel · Druten · Duivelshuis · Eerbeek · De Ehze · Elburg · Eldrik · Emmerik · Engelenburg · Groot Engelenburg · Engelrode · Enghuizen · Enspijk · De Essenburgh · Essenpas · Est · Fokkinck · Gameren · Geerestein · Geldermalsen · De Gelderse Toren · Geldersweerd · Gellicum · Gendt · Gennepestein · Glindhorst · Goudenstein · ‘s-Grevenhoef · Groot Hell · Groenlo · Groesbeek · Huis te Groesbeek · Grunsfoort · Gulden Spijker · Hackfort · Hackforts Veenhuis · Hagen · Hagevoort · Hamerden · Hanepol · Harreveld · Harslo · Hassink · Het Haveke · Hedel · Heeckeren · De Heegh · Hees · De Heest · Hellouw · Hemmen · Hernen · Motte van Hernen · Heumen · Heusden · Hoekelum · Hoekenburg · De Hoeve · De Hof · Hof d'Ooy · Hof van Arkel · Huis het Holt · Holthuis · Het Holtslag · Ter Horst · Houberg · St. Hubertus · Huissen · Hulhuizen · Hulkestein · Hulsen · Hunneschans bij De Duno · Hunneschans bij Uddel · Jonker Bloo · 't Joppe · De Kamp · Karssenberg · Kemnade · Keppel · Kermestein · Kernhem · Kervel · Kiefskamp · De Kinkelenburg · Klein Enghuizen · Kleverburg · Kortenhoeve · Laag Helbergen · Lakenburg · Landfort · Langen · Latenstein · De Lathmer · Lathum · Ter Lede · Leegpoel · Leemcuyl · Leeuwen · Leeuwenbergh · Lensenburg · Lent · Leur · Leuvenum · Leyenburg · Lichtenvoorde · Lievenstein · Loenen · Loevestein · Loil · Loowaard · Luynhorst · Hof te Maasbommel · Magerhorst · Malburgen · Malderburcht · Malsen · Manhorst · Marhulsen · De Marsch · Marveld · Mathena · Maurik · Medel · Medestein · 't Medler · Meinerswijk · De Mellard · Mensink · Mergelp · Meteren · 't Meyerink · Middachten · Millingen · Mussenberg · Nagelhorst · Nederhagen · Nederhemert · Neerijnen · Huis Neerijnen · De Nesch · Nettelhorst · Nieuwe Blokhuis ·  Nijburg · Nijenbeek · Old Putten · Notenstein · Nye Huis · Olde Spijker · Oldenaller · Oldenhof (Driel) · Oldenhof (Heteren) · De Ooij · Oolde · Oud Oolde · Oosterhout · Ophemert · Opijnen · Oud Ampsen · Oude Blokhuis · Het Oude Loo · Oude Voorst · Oudenborch · Oud-Wisch · Huis te Overasselt · Overeng · Overhagen · Overlaar · 't Oye · Palmestein · De Parck · Persingen · Plekenpol · Ploen · Pluimenburg · Poederoijen · Poelwijck · Poelwijk · De Pol (Dreumel) · Huis de Poll (Huis te Gietelo) · De Poll (Huissen) · Pollenbering · Pollenstein · Puttenstein · Het Raasink · Ravenhorst · De Rees · Ressen · Reuversweerd · Reygersfoort · Rhijnestein · Huis Rijswijk · Rode Toren · Roode Wald · Rosande · Rosendael · Rossum · Rumpt · Ruurlo · Rijsselt · Schadewijk · Schaffelaar · Scherpenzeel · Schoonbroek · Schoonderbeek · Schoonenburg · Schuilenburg · Schuilkerke · Hof te Seelbeek · Sevenaer I · Sevenaer II · Sinderen (Oude IJsselstreek) · Sinderen (Voorst) · Slangenburg · Sleeburg · Slimsijp · De Snor · Soelen · Spaansweerd · Spaldorp · Spijk · Staverden · Sterkenburg · Swanepol · Tarthorst · Teisterbant (Kerk-Avezaath) · Teisterbant (Kerkdriel) · Ter Dicke · Tolhuis · Tolhuis (Tiel) · Tollenburg · Tongerlo · Toren van Wely · Tuil · Ubbergen · Uilenburg (Ewijk) · Uilenburg (Heteren) · Ulenpas · Ulft · Upladen · Valburg · Valkhofburcht · Valkhofpalts · Vanenburg · Varik · Hof te Varsseveld · 't Velde · Velhorst · Verwolde · Vierakker · De Voorst · Voorstonden · Vorden · Vosbergen · Vredenburg · Vredestein (Driel) · Vredestein (Ravenswaaij) · Vuren · Waardenburg · Waddestein · Wadenoijen · Waede · Wageningen · Walfort · 't Waliën · De Wardt · Watergoor · Watermeerwijk · Wayenstein (Huis te Herwijnen) · Well (Huis van Malsen) · Weijenrade · Westenburg · Westerholt · Weurt · De Wiersse · Wijenburg (Echteld) · De Wildenborch · De Wildt · Wilp · Wilperhorst · Winssen · Wisch · Wychen · Wolfswaard · Woolbeek · Yrst · IJzendoorn · Zeeland · Zilveren Spijker · Zuilichem · Zwaluwenburg · Zwanenburg (Heerde) · Zwanenburg (Megchelen)